# Nick Ayers
James Nicholas Ayers, dit Nick Ayers, (né le 16 août 1982 à Mableton dans le comté de Cobb en Géorgie) est un stratégiste politique américain.

## Biographie

### Conseiller politique
La carrière de conseiller politique de Nick Ayers commence réellement en 2002 alors qu'il quitte l'université d'État de Kennesaw pour aider Sonny Perdue à gagner sa campagne pour devenir gouverneur de Géorgie, première victoire républicaine à ce poste depuis la Reconstruction. Durant la campagne de réélection de Perdue, Ayers est arrêté pour conduite avec les facultés affaiblis et expose ses connexions au policier qui l'arrête. Il s'excusera pour son geste et sera reconnu coupable de conduite dangereuse. En prévision des primiares républicaines de 2012, il quitte son poste de directeur exécutif de l'Association des Gouverneurs républicains où il travaille depuis quatre ans pour diriger la campagne présidentielle infructueuse de Tim Pawlenty,. Ayers est un proche conseiller d'Eric Greitens lors de sa campagne victorieuse pour le poste de gouverneur du Missouri en 2016. Pendant un temps en 2017, Ayers aurait considéré à se présenter aux primaires républicaines pour les élections des gouverneurs dans l'État de Géorgie.
Par la suite, il devient chef de cabinet pour le vice-président Mike Pence le  26 juillet 2017. Cependant, il voit son influence augmenter rapidement alors qu'il obtient des contacts plus réguliers avec le président Donald Trump à partir d'août 2017. Lorsque John F. Kelly annonce qu'il quitte le poste de chef de cabinet de la Maison-Blanche en décembre 2018, Ayers est donné comme favori pour le remplacer. Cependant, son ambition lui attire plusieurs opposants dans l'administration, ce qui est considéré comme pouvant nuire à sa nomination.
Cependant, le 9 décembre 2018, il refuse la nomination pour retourner avec sa famille en Géorgie. En effet, Ayers aurait proposé à Trump d'être chef de cabinet pour une période de temps limitée, mais n'était pas intéressé à avoir le poste jusqu'à la fin du mandat, ce que le président souhaitait. Plus tard dans la journée, Ayers annonce sur son compte Twitter qu'il a l'intention de quitter son poste à la fin de l'année pour retourner avec sa famille en Géorgie. Cette explication est accueillie avec scepticisme par les médias américains qui y voit un départ motivé par les problèmes entourant l'administration Trump et les conséquences de la parue prochaine du rapport de Robert Mueller,.
Ce refus prend l'administration par surprise, cette dernière ayant déjà écrit le communiqué le nominant. Ce refus a été décrit par des conseillers du président comme une «humiliation» pour ce dernier.
En août 2019, alors que le sénateur Johnny Isakson annonce sa démission imminente, il devient rapidement un candidat discuté dans les médias pour être appointé comme successeur par le gouverneur Brian Kemp. Cependant, il déclare rapidement ne pas être intéressé par le poste.

### Vie privée
Ayers a fait fortune en investissant dans des firmes de conseils ainsi que dans des investissements moindres dans des terres agraires en Géorgie. En 2017, sa déclaration financière estime sa fortune à entre 12,2 et 54,8 millions de dollars américain. Il est marié et est père de trois enfants.